# جائزة فرنسا الكبرى 1988
جائزة فرنسا الكبرى 1988 هو سباق فورمولا 1 أقيم بتاريخ 3 يوليو 1988 في فرنسا. كان السابع من أصل 16 في بطولة العالم لسباقات الفورمولا واحد موسم 1988. حلّ الفرنسي ألن بروست أولا بينما جاء البرازيلي آيرتون سينا في المركز الثاني وحصل على المركز الثالث الإيطالي ميكيلي ألبوريتو.